# Webcal
Webcal est un préfixe d’URI non officiel permettant d'accéder à des ressources iCalendar sur internet.
Il fait partie de la couche 7 du modèle OSI.